# FedSat
FedSat（Federation Satellite）はオーストラリア連邦科学産業研究機構(CSIRO)のマイクロサット。2002年12月、H-IIAロケットにより打ち上げられ、日本が打ち上げた初の海外製人工衛星となった。

## ミッション概要
FedSatの開発は4社の民間企業、6大学、2政府研究機関が参加する豪州衛星システム共同研究センター（CRCSS）が行った。
メインペイロード6つの内、3つはCRSSが開発し、他の3つは海外組織が提供した。CRCSSは独自の衛星プラットフォームを開発したが実用に至らず、海外機関のものを使用することになった。
FedSatのミッションは以下のようなものであった。
- 地球の電磁圏及びプラズマ圏の観測データ取得[2]
- 衛星のナビゲーション及び追跡方法の改良[2]
- 衛星通信及びコンピューティングの新たなコンセプト及びデバイスの試験[2]

オーストラリアは30年ほど自国で衛星を作製しておらず、国内の宇宙関連技術・人材を発展させる目的もあった。

## 打ち上げと運用
2002年9月19日、宇宙開発事業団（NASDA）と、CRCSS参加機関を代表するオーストラリア連邦科学産業研究機構（CSIRO）はFedSatの打上げ及び利用に関する協力について定めた了解覚書をNASDA本社で締結した。この締結によって、H-IIAロケット4号機の打上げ余剰能力を活用してFedSatをADEOS-IIの副衛星として打ち上げること、その代わりにFedSatで得られた磁気観測データをNASDAに提供すること、が決定した。
そして2002年12月14日、種子島宇宙センターより打ち上げが行われた。同ロケットにはADEOS-IIのほかにも副衛星としてWEOS、μ-LabSatが搭載されていた。この衛星は日本が打ち上げた初の海外製衛星となった。
2003年1月13日に長さ2.5mの伸展マストを展開。各種の実験に成功し、18ヵ月後バッテリーの故障によって運用が終了した。